# Türkisches Kroatien

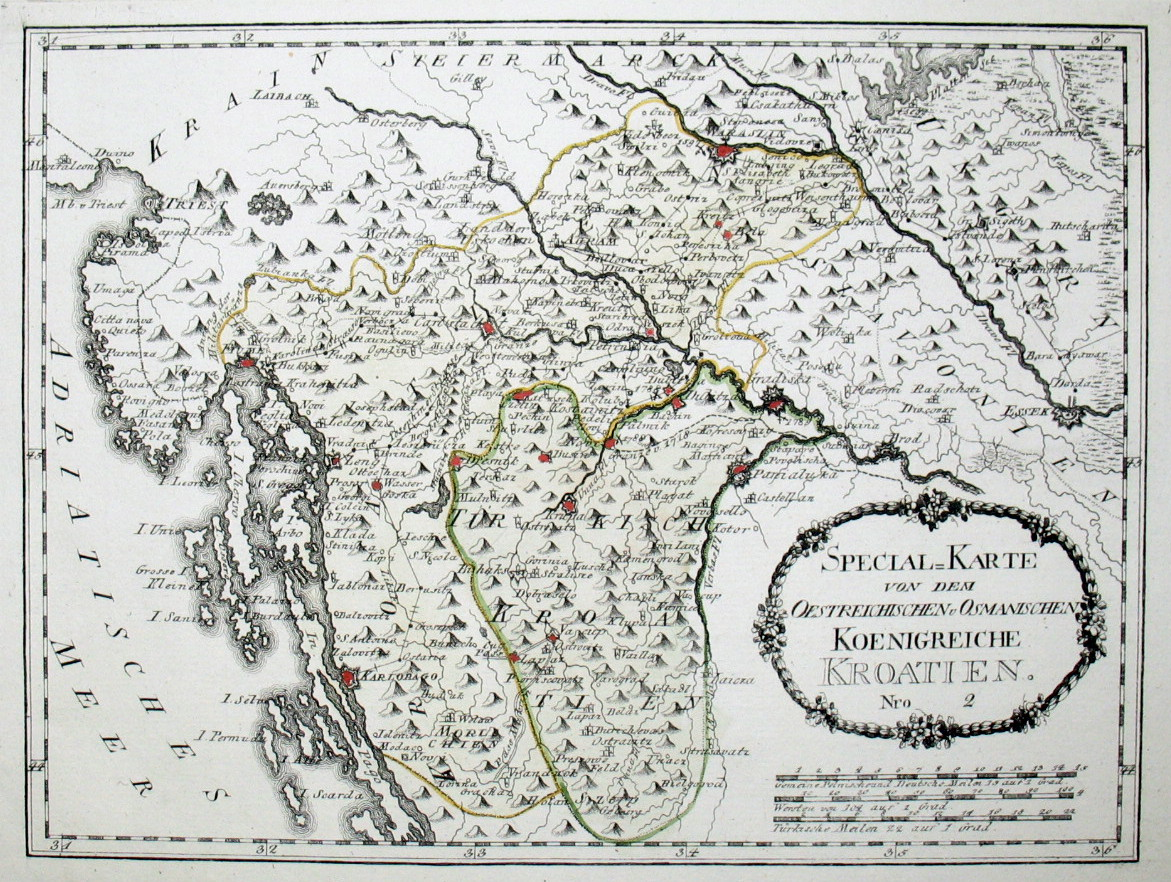
Türkisches Kroatien (mit der grünen Linie umgekreist) auf einer Landkarte aus 1791, gemäß österreichischem Kartograf Franz J. J. v. Reilly

Türkisches Kroatien oder Türkisch-Kroatien (kroatisch Turska Hrvatska, italienisch Croazia turca) war ein während des 15. und 16. Jahrhunderts von den Osmanen eroberter Teil im Königreich Kroatien. Als sich im Laufe des 19. Jahrhunderts abzeichnete, dass die Kroaten infolge der Eroberung bzw. Vernichtung dauerhaft verschwinden würden, setzte sich allmählich der Name Bosanska Krajina (Bosnisches Grenzgebiet) durch. So blieb es bis heute. 
Das Türkische Kroatien war im Osten ungefähr vom Fluss Vrbas, im Nordosten vom Fluss Save, im Nordwesten vom Fluss Una, im Westen vom Cazinska krajina (Cazines Grenzgebiet) und im Süden vom Dinara Gebirge begrenzt. Heute ist dieses Gebiet ein Bestandteil Bosnien und Herzegowinas.

## Geschichte
Nachdem die südslawische Stämme im 7. Jahrhundert die nordöstliche Küste des Adriatischen Meeres und dessen breites Hinterland bis zum Fluss Drau im Norden besiedelten, wurde das Gebiet des Türkischen Kroatiens zu einem zentralen und östlichen Teil des mittelalterlichen kroatischen Königreichs (10.–12. Jahrhundert). Damals war der Begriff „Bosnien“ nur auf ein relativ kleines Territorium entlang des oberen Teils des Flusses Bosna begrenzt, das im Osten knapp bis zum Fluss Drina reichte. Erst im 14. Jahrhundert, als Kroatien geschwächt wurde durch die mehr als zwei Jahrhunderte lang währende Personalunion mit Ungarn, entwickelte sich der mittelalterliche bosnische Staat unter dem König Stjepan Tvrtko I., der auch einige Teile des heutigen Kroatiens umfasste. 
Der Fall Bosniens in osmanische Hände 1463 hatte zur Folge, dass Kroatien immer mehr unter Druck geriet und danach (besonders während des Hundertjährigen kroatisch-osmanischen Krieges zwischen 1493 und 1593)  stückweise Teile seines Territoriums verlor. Bis Ende des 16. Jahrhunderts wurde das gesamte Gebiet Türkisch Kroatiens von den Türken erobert. Die verbliebenen Kroaten wurden entweder getötet oder als Knabenlese in die Türkei verschleppt. Einem Teil des kroatischen Volkes gelang es dennoch, aus den gefährdeten Territorien zu fliehen. Einige Kroaten nahmen dagegen den Islam an, um zu überleben. Katholische Kirchen wurden zerstört oder zu Moscheen umgebaut; Priester und Bischöfe  kamen ums Leben oder flohen.
Nach dem Habsburgisch-Türkischen Krieg 1878 und dem Untergang des Bosnischen Vilayets blieb Türkisch Kroatien ein Bestandteil Bosnien und Herzegowinas, das damals zu einem neuen habsburgischen Kronland wurde. Das zum größten Teil in Bosanska krajina umbenannte Land war zu der Zeit zwar befreit, doch Kroaten lebten dort kaum noch.

## Landkarten

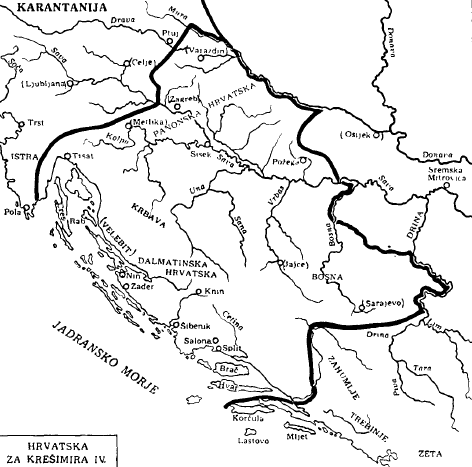
Territorium Kroatiens während König Petar Krešimir IV. (11. Jahrhundert): Türkisches Kroatien war im Zentrum des Königreichs
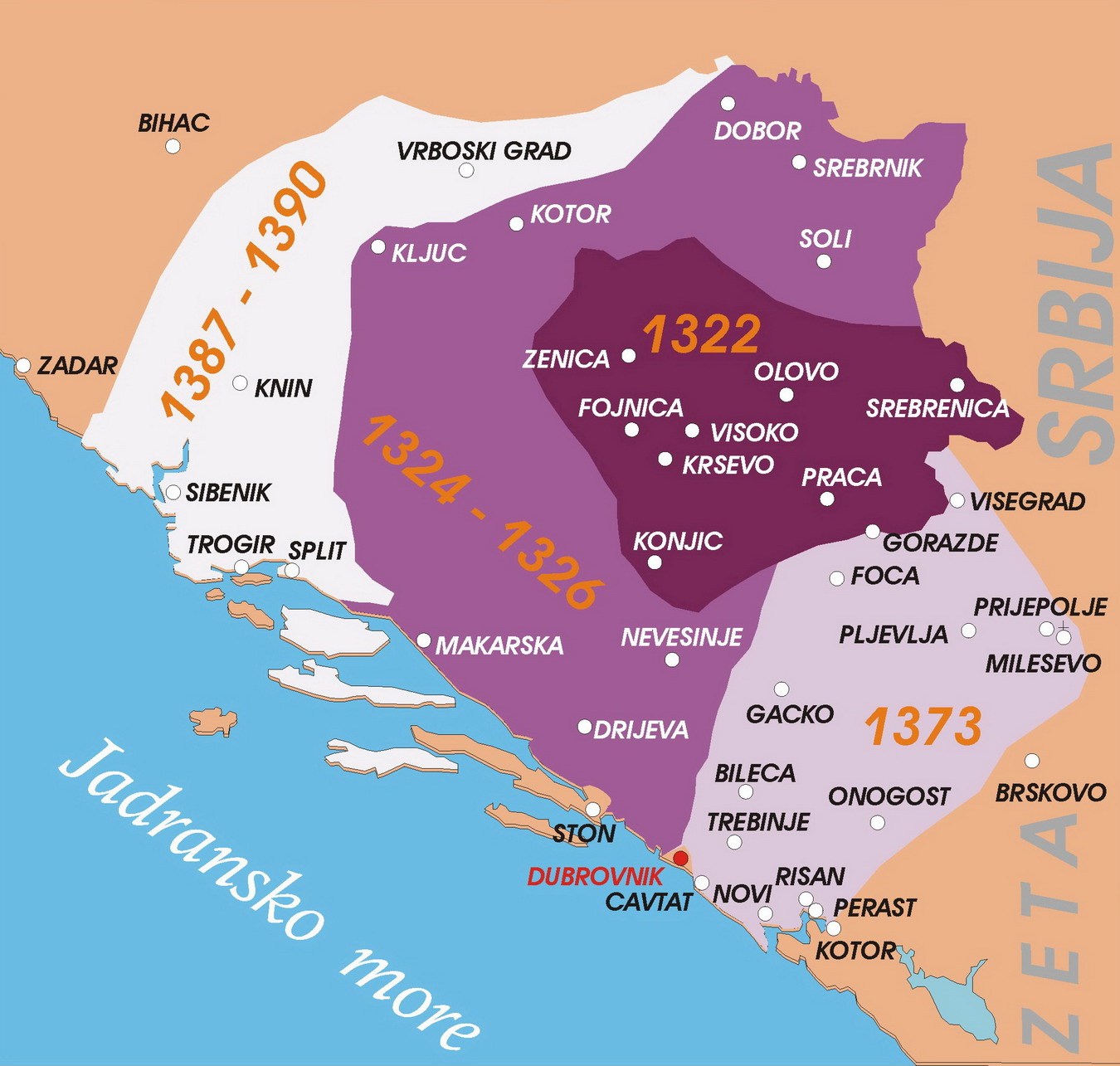
Ausdehnung Bosniens im 14. Jahrhundert
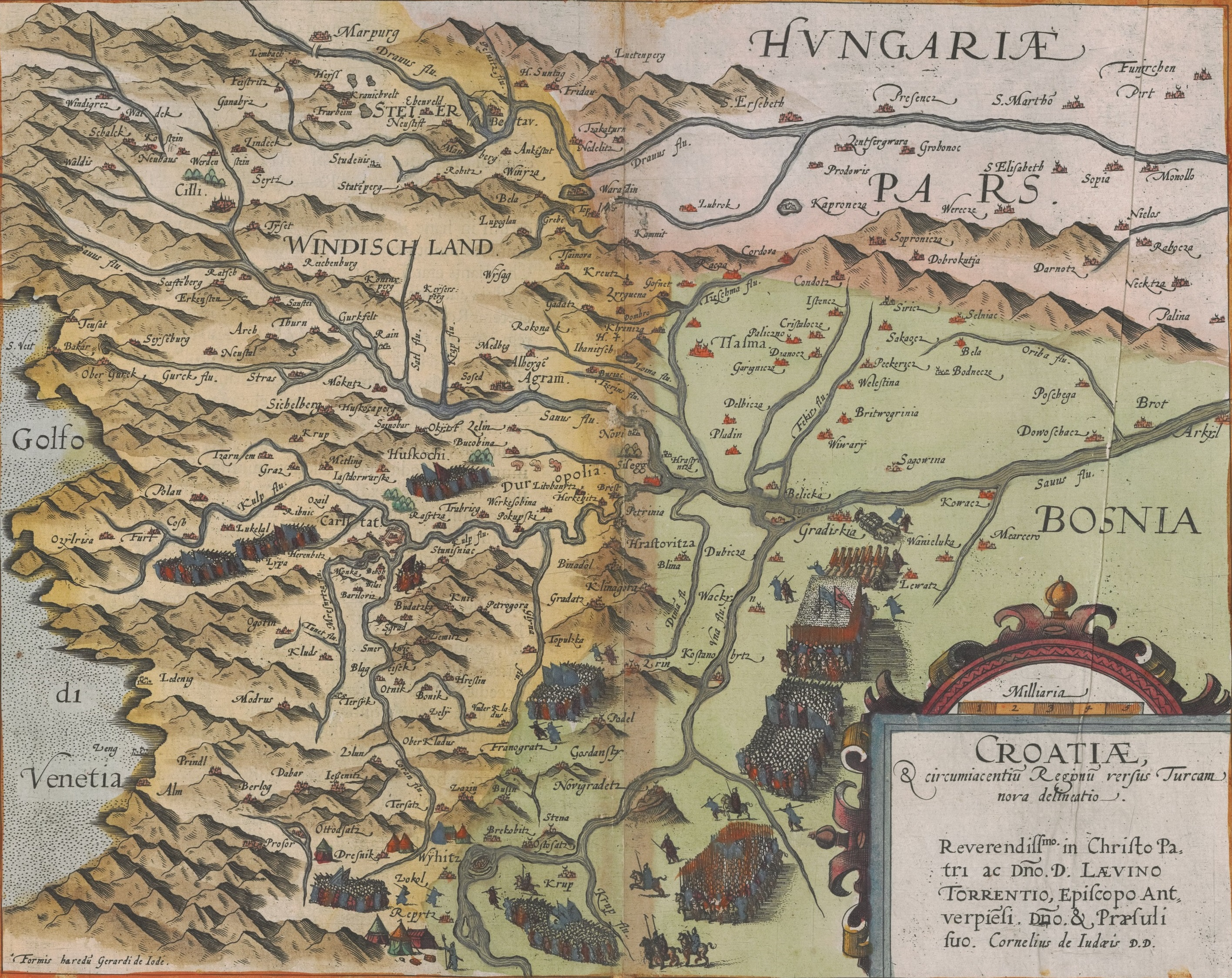
Kroatien nach einer teilweisen Eroberung des späteren Türkisch-Kroatien. Dargestellt ist Bihać (Wÿhitz) in Türkisch-Kroatien als osmanische Grenzstadt (Cornelis de Jode, 1593).
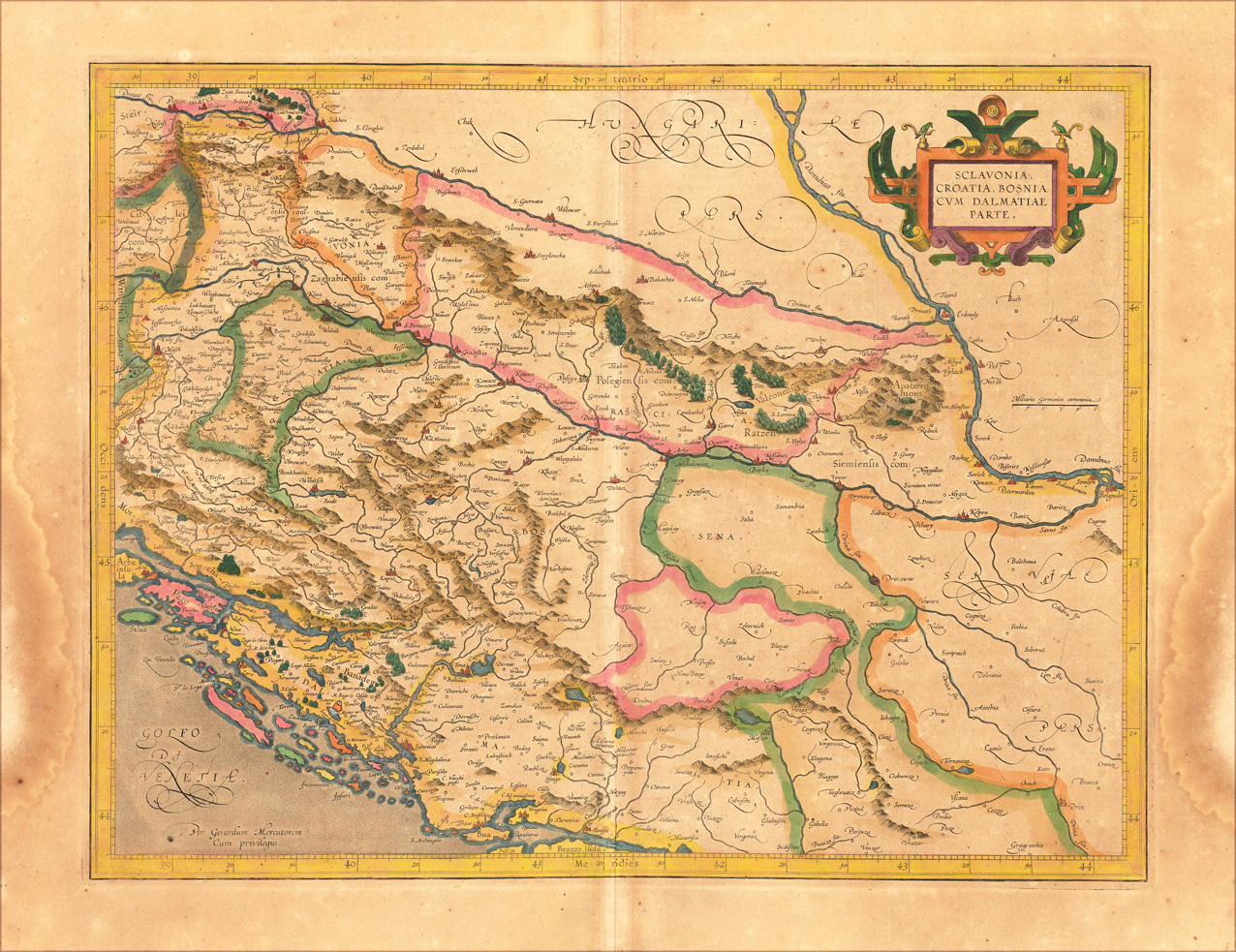
Kroatien ohne das osmanisch besetzte Türkisch-Kroatien auf einer Karte von Gerhard Mercator aus dem Jahr 1609
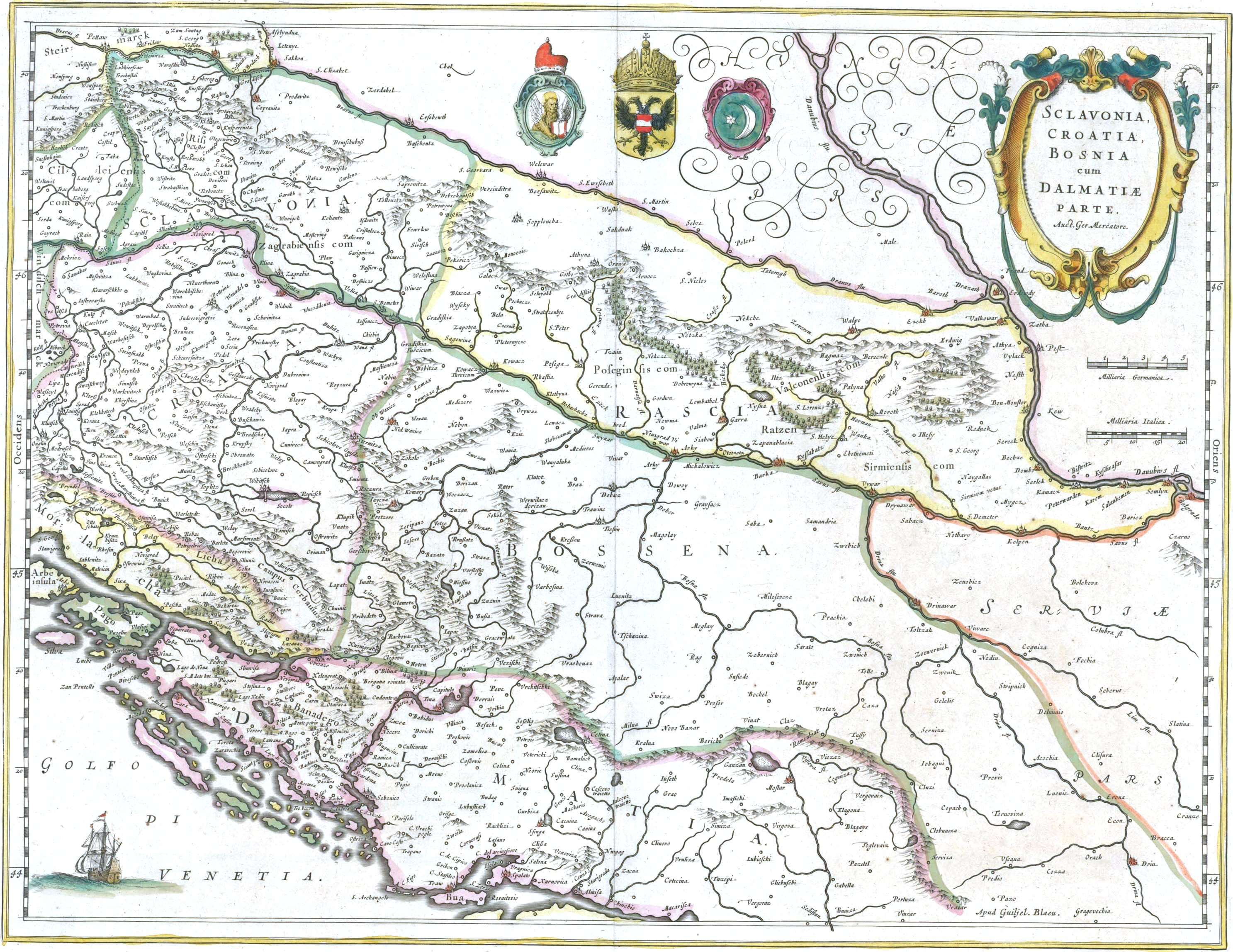
Kroatien einschließlich Türkisch-Kroatien, auf einer Landkarte nach Mercator aus dem Jahr 1645.
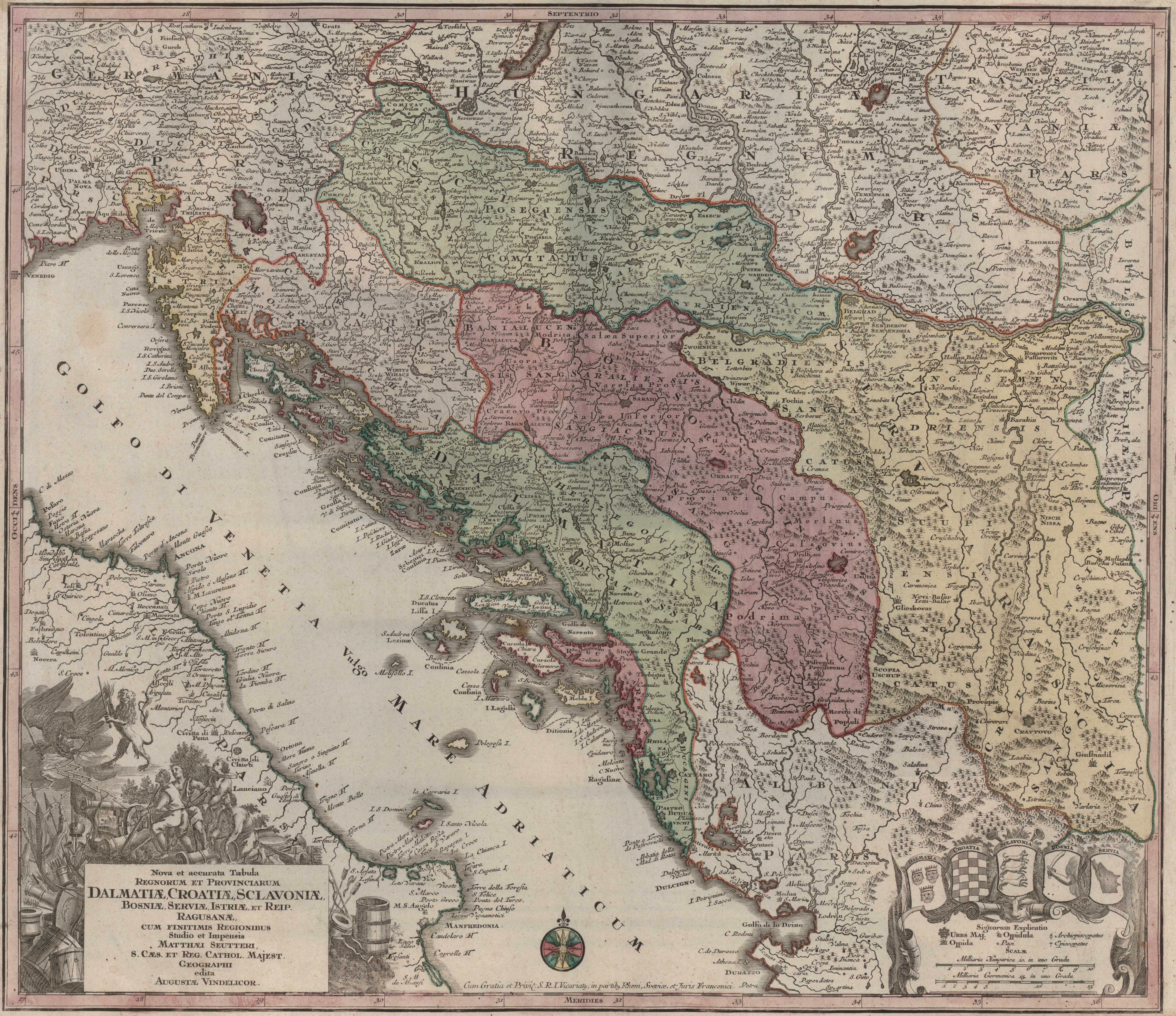
Kroatien einschließlich des Gebietes Türkisch-Kroatien auf einer Karte von Matthäus Seutter aus dem Jahr 1728
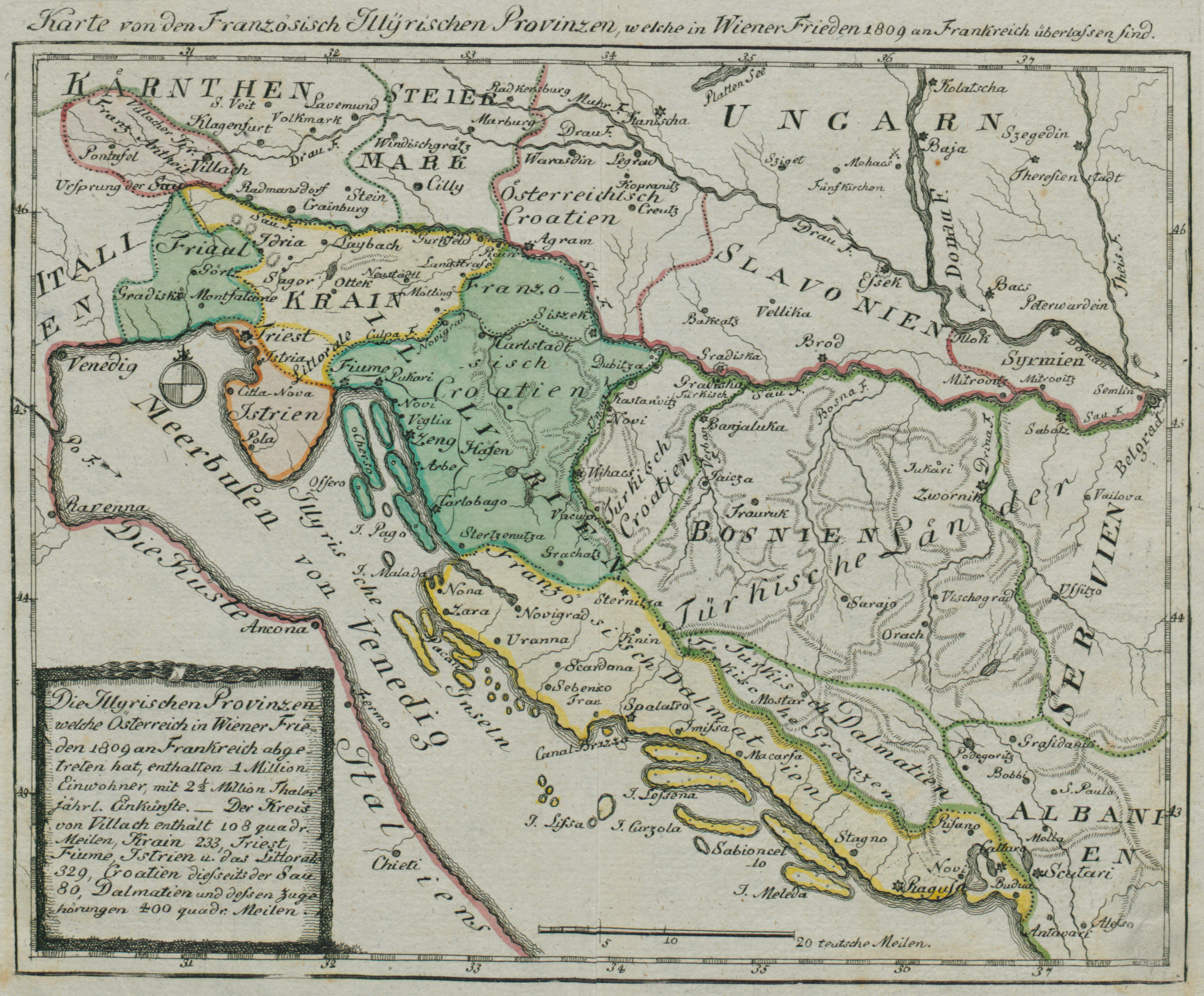
Das osmanische „Türkisch Croatien“ (grün umrandet) auf einer Karte der Illyrischen Provinzen aus dem Jahr 1813.
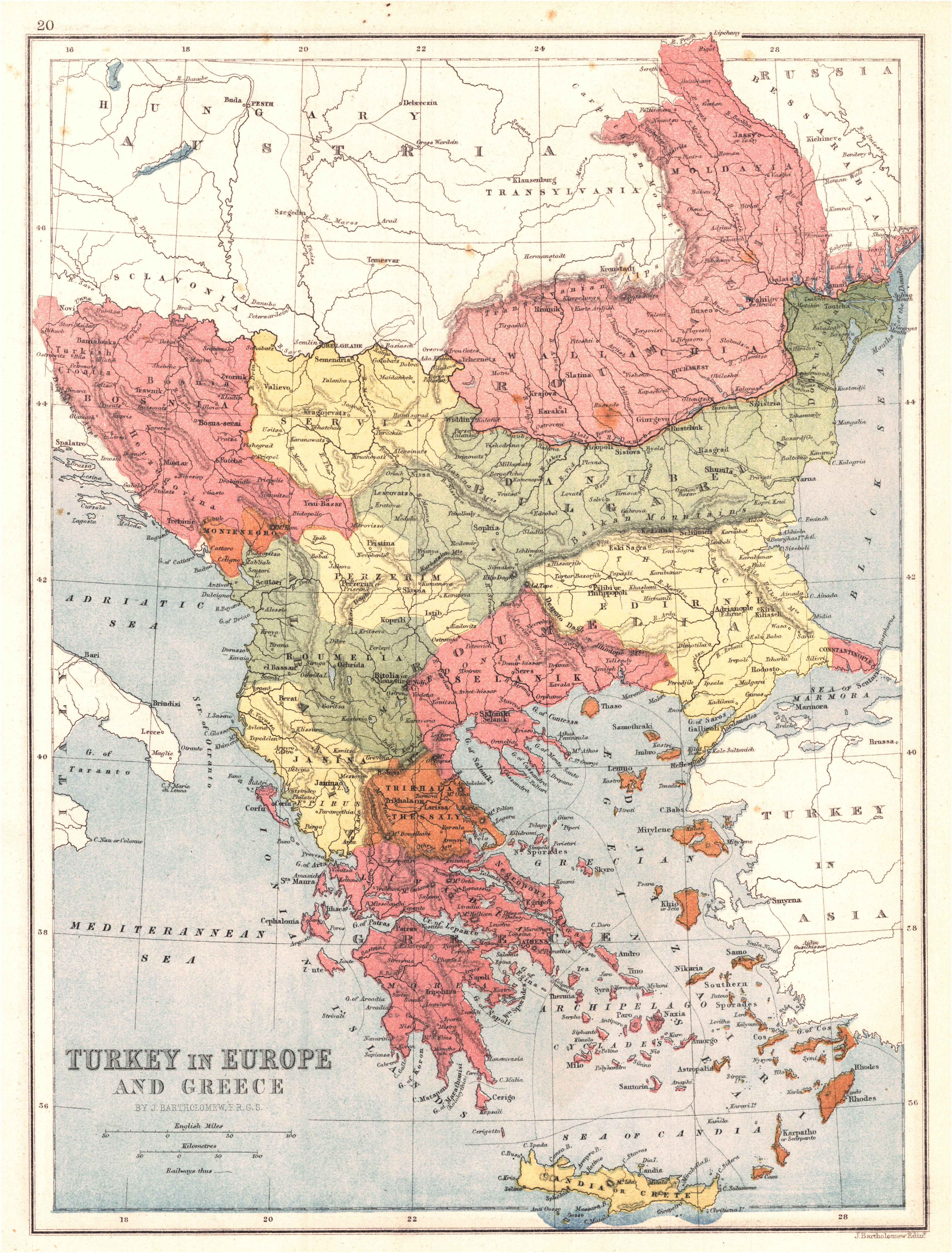
„Turkish Croatia“ auf einer Landkarte des europäischen Teils des Osmanischen Reiches von John Bartholomew aus dem Jahr 1870.